# Olivia Büschken
Olivia Büschken (* 1992 in Berlin) ist eine deutsche Synchronsprecherin.

## Leben
Büschken besuchte seit 2013 die Schauspielschule der darstellenden Künste in Berlin, die sie drei Jahre später abschloss. Seit 2000 ist sie als Synchronsprecherin tätig.
Sie ist die Tochter von Uwe Büschken.

## Synchronisation
- 2015–2016: Make It Pop (als Corki Chang) für Erika Tham
- 2016–2018: The Flash (als Jesse Wells) für Violett Beane
- 2017: Teen Wolf (als Hayden Romero) für Victoria Moroles
- 2017–2020: Die Telefonistinnen (als Alba (jung)) für Marina Orta
- 2017–2018: Atypical (als Casey Gardner) für Brigette Lundy-Paine
- 2017–2019: Spirit: wild und frei (als Lucky Prescott) für Amber Frank
- 2017–2018: Riverdale (als Midge Klump) für Emilija Baranac
- 2018–2020: Alexa und Katie (als Alexa Mendoza) für Paris Berelc
- 2018: Marvel’s Cloak & Dagger (als Tandy Bowen / Dagger) für Olivia Holt
- 2018–2020: Star Wars Resistance (als Tam Ryvora) für Suzie McGrath
- 2018: 1983 (als Karolina Lis) für Zofia Wichlacz
- 2018–2020: Chilling Adventures of Sabrina (als Prudence Night (1. Stimme)) für Tati Gabrielle
- 2018–2022: Der Denver-Clan (als Kirby Anders) für Maddison Brown
- 2019: Nick für ungut (als Nicole „Nick“) für Siena Agudong
- seit 2022: SkyMed (als Haley) für Natasha Calis
- 2023: Gen V (als Marie Moreau) für Jaz Sinclair
- 2024 Alles steht Kopf 2 (als Neid) für Ayo Edebiri